# Parapoynx stagnalis
Parapoynx stagnalis là một loài bướm đêm trong họ Crambidae.